# Adam Grünewald
Adam Grünewald, né le 20 octobre 1902 à Frickenhausen-sur-le-Main et décédé le 22 janvier 1945 à Veszprém, est un officier SS allemand et commandant du camp de concentration de Herzogenbusch.

## Biographie
Fils d'un menuisier qui décède lorsqu'il à 8 ans, il apprend le métier de boulanger mais ne parvient pas à trouver du travail à la fin de la Première Guerre mondiale, lorsque les soldats démobilisés rentrèrent sur le marché du travail.
Attiré par la propagande nationaliste, il rejoint le Freikorps avant de rejoindre l'armée en 1919 pour une période de 12 ans. Ayant quitté l'armée avec le grade de sergent d'état-major en avril 1931, Grünewald tente de nouveau à trouver un emploi mais n'y parvenant pas, il rejoint alors la Sturmabteilung (SA). Obtenant le grade d'Obersturmbannführer dans la SA, il rejoint la SS peu après la Nuit des longs couteaux.
En 1943, il succède à Karl Chmielewski en tant que commandant du camp de concentration de Herzogenbusch. Cependant, comme son prédécesseur, il est relevé de ses fonctions, jugé, reconnu coupable d'avoir causé la mort de prisonniers par excès de cruauté, comme lors du drame du Bunker, et condamné à 15 ans d'emprisonnement avant d'être gracié,. Il termine la guerre dans la 3e division SS Totenkopf où il meurt pendant une contre-offensive allemande dans le siège de Budapest. Son dernier grade était SS-Sturmbannführer.